# Кана
Японська писемність
Ієрогліфи 漢字
Абетка 仮名
- Хіраґана 平仮名
- Катакана 片仮名
- Манйоґана 万葉仮名
- Хентайґана 変体仮名
- Джіндай моджі

Використання
- Фуріґана 振り仮名
- Окуріґана 送り仮名

Латиниця

Українська кирилиця
Кана (яп. 仮名) — японська силабічна абетка, яка існує у двох графічних формах — хіраґана і катакана.
Два види кани розрізняються візуально. Знаки хіраґани округлі (ひらがな), а знаки катакани — загострені (カタカナ). Знаки обох абеток позначають однакові звуки, тому текст написаний катаканою можна переписати хіраґаною.
Знаками хіраґани пишуться змінювані частини японських слів (окуріґана), самі слова, а також, найчастіше, пояснювальне прочитання ієрогліфів (бічна кана — фуріґана). Катакана сьогодні здебільшого використовується для запису слів, запозичених з інших, насамперед, європейських мов (так званих лексичних запозичень «ґайрайґо»).
Існують також застарілі абетки-кана: манйоґана і хентайґана.
| звук | к    | с    | т    | н    | х    | м    | й    | р    | в     | н    |
| ---- | ---- | ---- | ---- | ---- | ---- | ---- | ---- | ---- | ----- | ---- |
| あア | かカ | さサ | たタ | なナ | はハ | まマ | やヤ | らラ | わワ  | んン |
| а    | ка   | са   | та   | на   | ха   | ма   | я    | ра   | ва    | н    |
| いイ | きキ | しシ | ちチ | にニ | ひヒ | みミ |      | りリ | ゐヰ  |      |
| і    | кі   | сі   | ті   | ні   | хі   | мі   | *    | рі   | (ві)  |      |
| うウ | くク | すス | つツ | ぬヌ | ふフ | むム | ゆユ | るル |       |      |
| у    | ку   | су   | цу   | ну   | фу   | му   | ю    | ру   | *     |      |
| えエ | けケ | せセ | てテ | ねネ | へヘ | めメ |      | れレ | ゑヱ  |      |
| е    | ке   | се   | те   | не   | хе   | ме   | *    | ре   | (ве)  |      |
| おオ | こコ | そソ | とト | のノ | ほホ | もモ | よヨ | ろロ | をヲ  |      |
| о    | ко   | со   | то   | но   | хо   | мо   | йо   | ро   | (во)о |      |